# Вільям Г. Дональдсон
Вільям Генрі Дональдсон (англ. William "Bill" Henry Donaldson; 2 червня 1931 — 12 червня 2024) був 27-м головою Комісії з цінних паперів і бірж США (SEC), працював з лютого 2003 року по червень 2005 року. Він був заступником державного секретаря з питань міжнародної безпеки в адміністрації Ніксона, спеціальним радником віце-президента Нельсона Рокфеллера, голови і генерального директора Нью-Йоркської фондової біржі, а також голови, президента і генерального директора Aetna . Дональдсон заснував Donaldson, Lufkin &amp; Jenrette .

## Раннє життя та освіта
Дональдсон навчався в Єльському університеті (B.A. 1953) і Гарвардському університеті (M.B.A. 1958). Будучи студентом Єльського університету, він приєднався до його таємного товариства «Череп і кістки ».  

## Кар'єра
Він розпочав свою кар'єру в G.H. Walker &amp; Co., банківській та брокерській фірмі. 
Дональдсон повернувся до Єльського університету і заснував Єльську школу менеджменту, де обіймав посаду декана та професора менеджменту . Дональдсон бачив програму менеджменту Єльського університету, яка сформувала студентів, які могли б легко та безперешкодно переходити між державними та приватними управлінськими ролями. Це було бінарне бачення, яке підкреслювало приватні корпорації з метою отримання прибутку та керівні посади уряду, ігноруючи лідерство в різних некомерційних неурядових організаціях.
Його грандіозні бачення збалансованих підходів були розбиті, коли перші випускники майже всі зайняли посади в бізнесі, майже ніхто не влаштувався на роботу в уряд. У головній будівлі школи продовжує демонструвати його портрет у натуральну величину, а премія за лідерство в Єльській школі менеджменту називається «Дональдсонові стипендіати». Він також служив у Корпусі морської піхоти США . 
Він був головою Фонду Карнегі за міжнародний мир з 1999 по 2003 рік 
Дональдсон є дипломованим фінансовим аналітиком (CFA) і отримав ряд почесних ступенів. 
Він входить до ради директорів IEX . 

## Особисте життя
Дональдсон є батьком трьох дітей і одружений з Джейн Філліпс Дональдсон. 